# Port lotniczy San Vito de Java
Port lotniczy San Vito de Java (ang. San Vito de Java Airport, IATA: TOO, ICAO: MRSV) – port lotniczy zlokalizowany w kostarykańskim mieście San Vito de Java.